# Powiat de Lwówek Śląski
Le powiat de Lwówek Śląski (en polonais : powiat lwówecki) est un powiat appartenant à la voïvodie de Basse-Silésie dans le sud-ouest de la Pologne.

## Division administrative
Le powiat comprend 5 communes :
- Communes urbaines-rurales : Gryfów Śląski, Lubomierz, Lwówek Śląski, Mirsk, Wleń